# Hyperolius mitchelli
Espèce
Synonymes
- Hyperolius puncticulatus mitchelli Loveridge, 1953

Statut de conservation UICN

 LC  : Préoccupation mineure
Hyperolius mitchelli est une espèce d'amphibiens de la famille des Hyperoliidae.

## Répartition
Cette espèce se rencontre, :
- dans le Sud et l'Est de la Tanzanie ;
- dans l'est du Malawi ;
- au Mozambique.

## Étymologie
Cette espèce est nommée en l'honneur de B. L. Mitchell.

## Publication originale
- Loveridge, 1953 : Zoological results of a fifth expedition to East Africa. IV. Amphibians from Nyasaland and Tete. Bulletin of the Museum of Comparative Zoology, vol. 110, p. 325–406 (texte intégral).